# 671 TCN
671 TCN là một năm trong lịch La Mã.